# 光明寺 (鎌倉市)

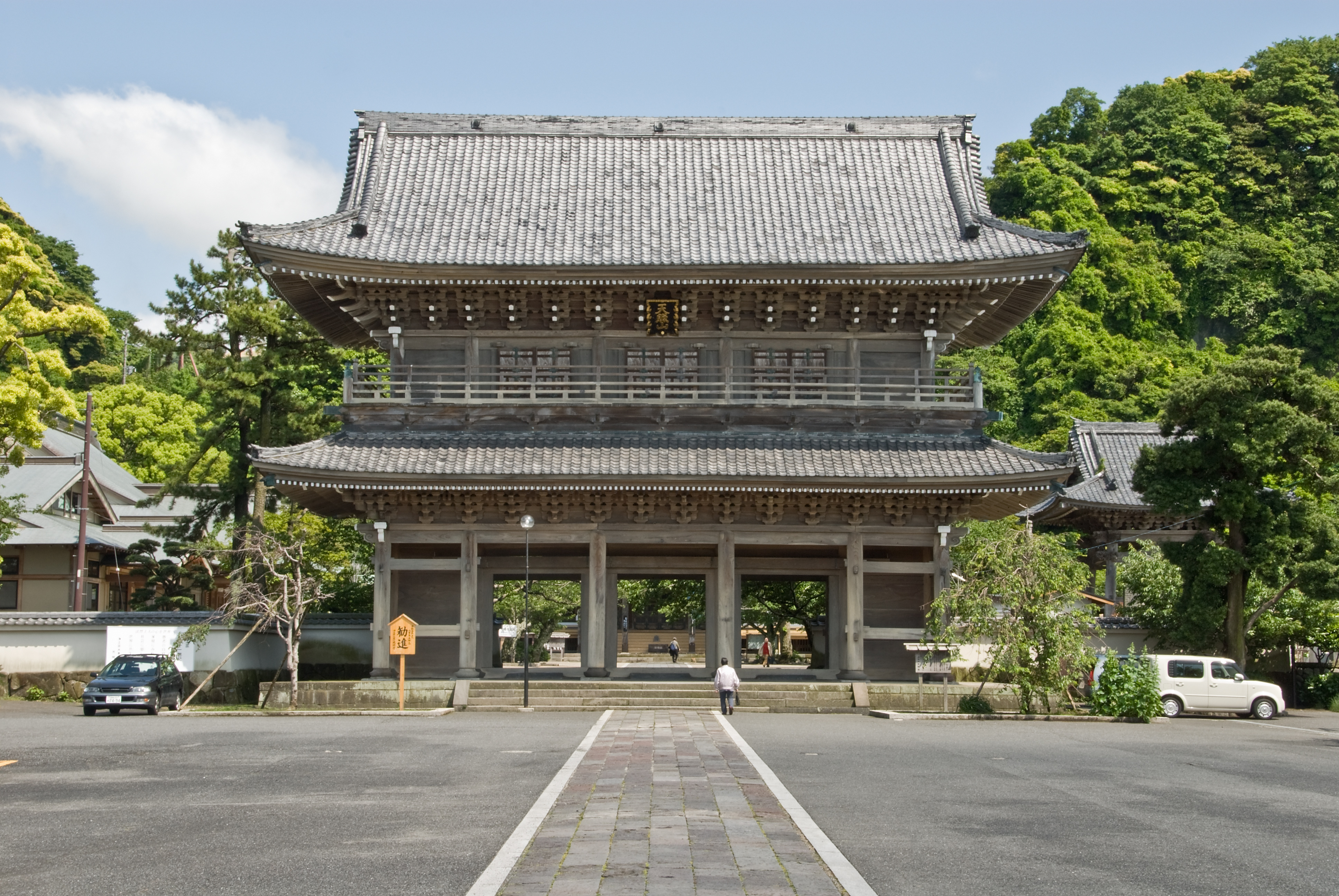
山門

光明寺（こうみょうじ）は、神奈川県鎌倉市材木座にある浄土宗の寺院である。寺格は大本山。山号を天照山と称する。本尊は阿弥陀如来。

## 歴史
寺伝によれば、開基は北条経時、開山は浄土宗三祖然阿良忠であり、仁治元年（1240年）佐助ヶ谷に開創した蓮華寺を起源とし、寛元元年（1243年）現在地に移築し光明寺と改称したとされるが、『然阿上人伝』は鎌倉入を正元元年（1259年）としており、疑問視されている。
13世紀から14世紀にかけての歴史はあまり定かでないが、室町時代には中興開山とされる祐崇（ゆうそう、? - 1509年）によって復興された。明応4年（1495年）には後土御門天皇より勅願寺に定められている。
近世には、浄土宗の関東十八檀林の第一位の寺として栄えた。
2019年（令和元年）年11月より、10ヶ年計画で本堂（大殿）保存修理工事が始まっている。工事を行う本堂は1698年（元禄11年）年に建立されて以来、今日まで320年の間に6回ほど大修理が行われたが、前回修理から50年経ち、再び傷みなどが目立ってきたためとしている。

## 境内
- 山門－五間三戸二重門（正面柱間が5間で、うち中央3間が通路になっている、2階建ての門）で、浄土宗関東総本山にふさわしい大規模な門である。鶴岡八幡宮から移築したものとされ、弘化4年（1847年）ごろの建築である。大工事には三州瓦が用いられており、1909年（明治42年）から1911年（明治44年）にかけて、永坂杢兵衛が光明寺に対して3万1223枚の瓦を出荷している[6]。
- 本堂（重要文化財）－元禄11年（1698年）の建立。入母屋造、銅板棒瓦葺きで、桁行9間、梁間11間。実寸は間口奥行ともに約25メートルの、鎌倉地方では最大級の本堂である。内部は畳敷きの広大な空間となっており、前半部を外陣、後半部は内陣、両脇陣および後陣とする。外陣は柱列によって前後に分かれ、正面寄りを前外陣、奥を奥外陣と称する。内陣部は床高を外陣より一段高くした上段形式である。1923年（大正12年）の関東大震災でもほとんど損傷しておらず、建立当初の形式をよく保っている。1999年（平成11年）に重要文化財に指定されている。[7]
- 内藤家墓所－陸奥国磐城平藩のち日向国延岡藩の領主内藤家歴代の墓所で、歴代藩主の多くやその正室など200基以上の石塔が立つ。江戸の霊巌寺から移されたものである。

このほか、総門、稲荷社、鐘楼なども近世の建築であり、他に開山堂、書院、客殿などが建つ。
庭園は小堀遠州作と伝える蓮池を中心とした庭と、「三尊五祖来迎の庭」と称する枯山水庭園がある。
また、近くにたつ蓮乗院、千手院はともに浄土宗で光明寺の支院。蓮乗院は光明寺が佐助ヶ谷から移転する前からこの地にあったもので、光明寺完成まで住職がこの寺に滞在した故事から現在でも光明寺の住職がかわるときは、新しい住職はいったんこの寺に入ってから、光明寺に行く。

## 文化財

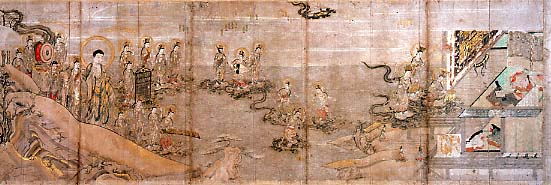
当麻曼荼羅縁起（部分）

### 国宝
- 紙本著色当麻曼荼羅縁起 2巻－鎌倉時代制作の絵巻物で、上下2巻に分かれる。奈良・當麻寺に伝わる著名な当麻曼荼羅と中将姫の説話を絵解きしたものである。

### 重要文化財
- 本堂
- 絹本著色当麻曼荼羅図 1幅
- 紙本著色浄土五祖絵伝 1巻
- 絹本著色十八羅漢および僧像 19幅

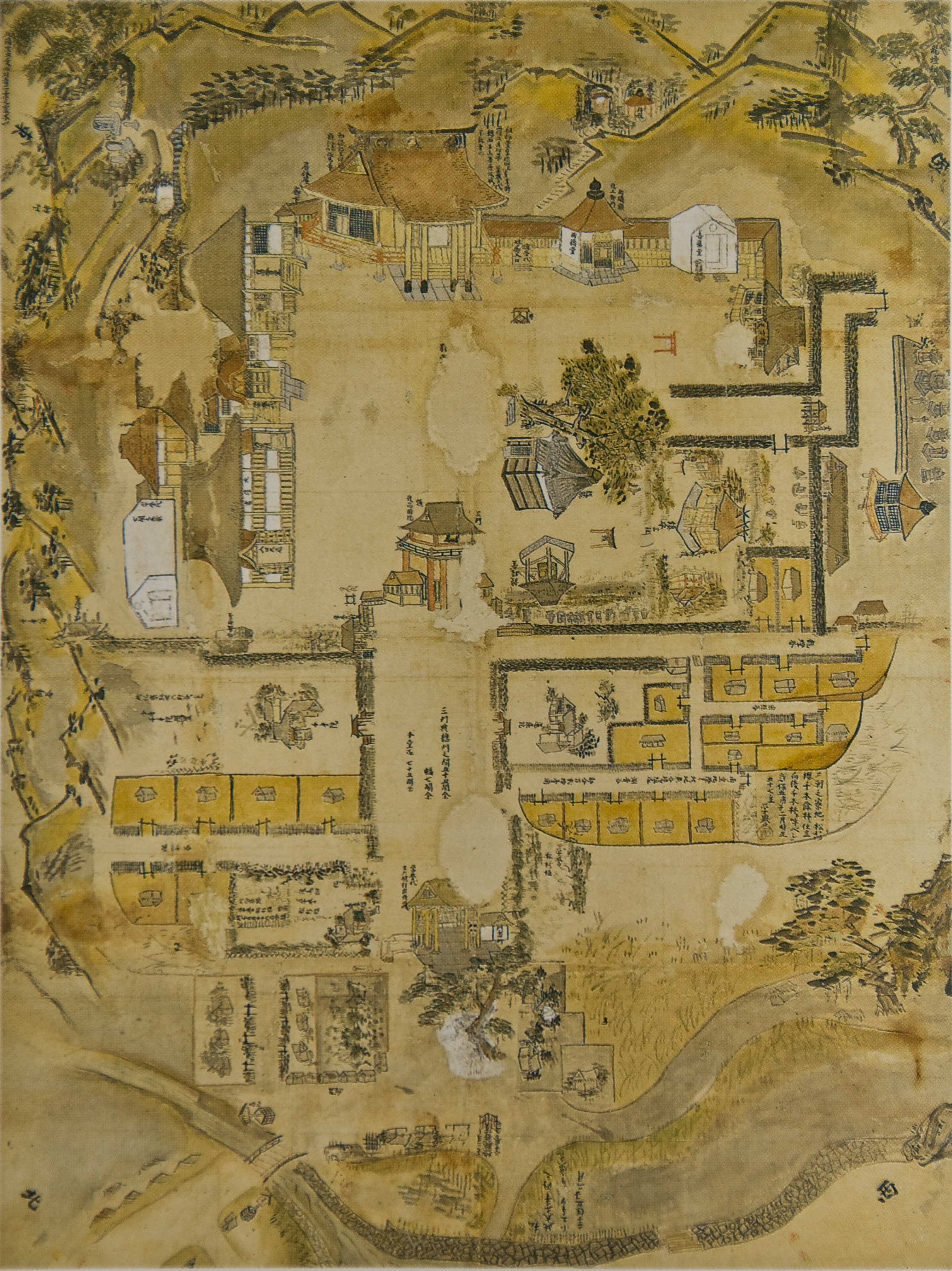
享保5年（1720年）の境内絵図
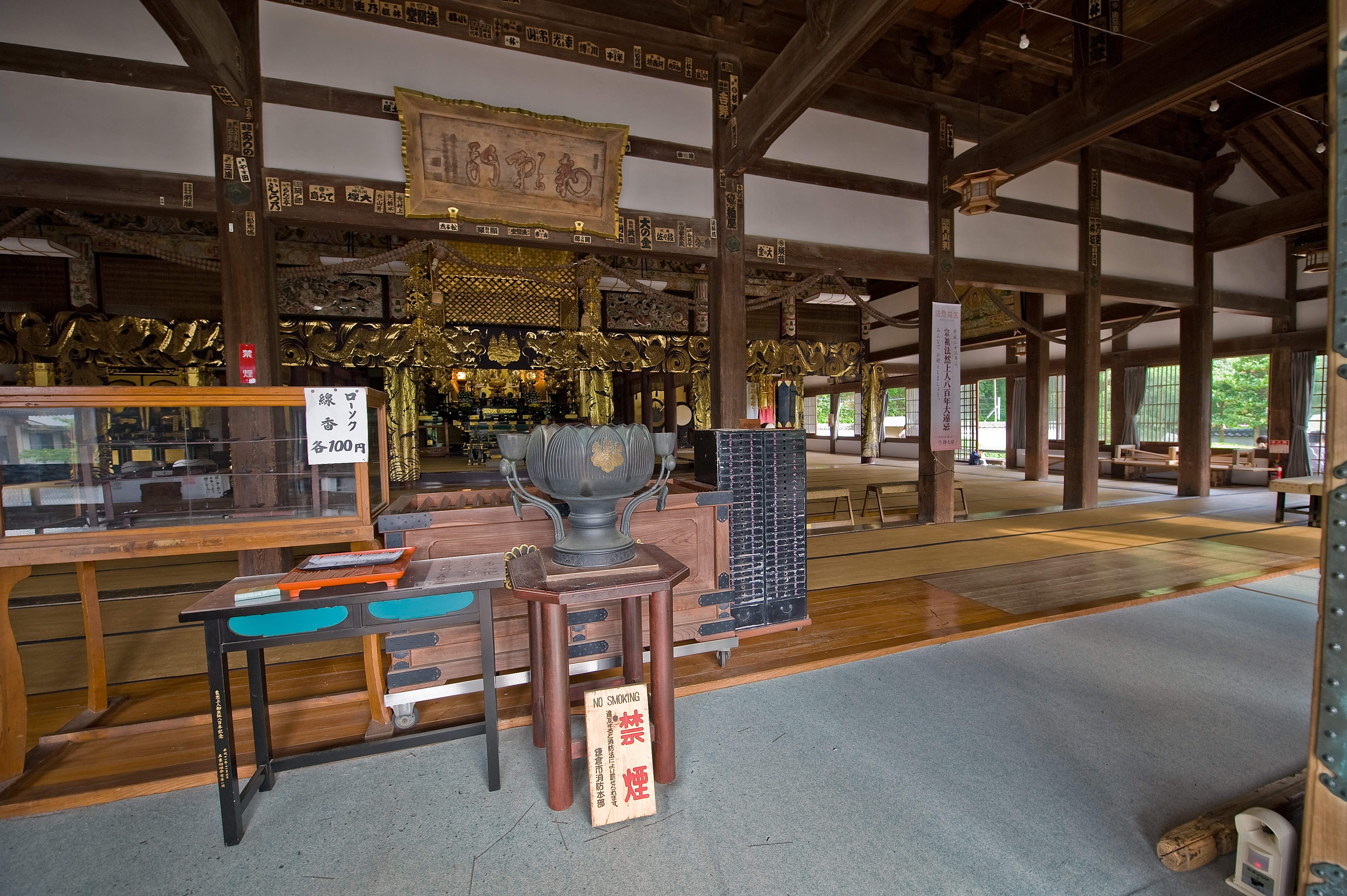
本堂内部、前外陣から奥外陣を望む

## お十夜
例年10月12日から15日まで行われる念仏法要。現在は植木市や露店なども立つ。

## 交通
- JR横須賀線・江ノ島電鉄鎌倉駅から京浜急行バス小坪経由逗子・葉山駅行き・小坪行きに乗車し、「光明寺」下車徒歩すぐ